# Katelyn Ohashi
Katelyn Michelle Ohashi (Seattle, Washington, Estados Unidos; 12 de abril de 1997) es una gimnasta artística estadounidense integrante del equipo nacional entre 2009 y 2013. Entre 2016 y 2019 formó parte del equipo de gimnasia artística femenina de la Universidad de California en Los Ángeles.
Durante su etapa como gimnasta de élite, se proclamó campeona de la American Cup en 2013. Como gimnasta universitaria, fue campeona de la NCAA junto a sus compañeras de UCLA Bruins en 2018. Ese mismo año fue campeona nacional de suelo.

## Biografía
Katelyn Michelle Ohashi nació el 12 de abril de 1997 en la ciudad de Seattle, Washington, Estados Unidos. Es hija de Richard y Diana Ohashi y tiene tres hermanos mayores: Ryan, Kyle y Kalen.
Empezó a practicar gimnasia con tres años, en el club Great American Gymnastics Express (GAGE) en Blue Spring, Misuri. En 2009 se mudó a Plano, Texas. Allí empezó a acudir al gimnasio WOGA, donde fue entrenada por el ex-gimnasta ruso Valeri Liukin, actual seleccionador estadounidense.
En otoño de 2015 empezó sus estudios universitarios en la Universidad de California en Los Ángeles, donde estudia sociología.
En agosto de 2018, durante una entrevista a The Players Tribune, Ohashi reveló que durante su etapa de gimnasia de élite sufrió un desorden alimentario debido a las presiones que recibió por no superar un peso específico mientras formaba parte del equipo nacional. En enero de ese año, junto a otras gimnastas estadounidenses, alzó la voz contra los dirigentes de la federación de gimnasia estadounidense, por haber encubierto los abusos de Larry Nassar y por presionar a las gimnastas a cumplir unos estándares de belleza irreales.

## Carrera júnior

### 2009
Hizo su debut internacional en Campeonato Nacional júnior donde se clasificó séptima en salto, segunda en barras asimétricas, primera en suelo y cuarta en el all-arround.
Ese mismo año participó en el U.S. Classic celebrado en Des Moines, Iowa; donde se clasificó novena en el all-around, quinta en viga de equilibrio y cuarta en suelo. Estos resultados le permitieron clasificarse para el Campeonato Nacional de Gimnasia que tuvo lugar en Dallas, Texas. En dicha competición ganó la medalla de plata en suelo y se clasificó sexta en viga de equilibrio y décima en el all-arround.
Debido a sus buenos resultados fue nombrada como una de las componentes del equipo nacional júnior.

### 2010
Empezó el año compitiendo en la categoría júnior del U.S Classic en Chicago, Illinois, donde se clasificó segunda en el circuito individual, segunda en barras asimétricas y octava en salto.
En el Campeonato Nacional celebrado en Hartford, Connecticut, el mes de julio, Ohashi ganó la medalla de oro en barras asimétricas, la medalla de bronce en el all-arround, y se clasificó cuarta en suelo, quinta en viga de equilibrio y séptima en salto.
Más tarde compitió en la Copa Bumbo celebrada en Pretoria, Sudáfrica. Allí ganó la medalla de oro en el circuito individual, en suelo y en salto, y la medalla de plata en barras asimétricas y viga de equilibrio.

### 2011
Compitió por primera vez en 2011 en el Campeonato City of Jesolo celebrado en Italia. Allí ganó la medalla de oro por equipos en la categoría júnior, así como la medalla de oro en la final de suelo. Además también se clasificó segunda en barras asimétricas, tercera en el all-arround, cuarta en viga de equilibrio y quinta en salto.
En el U.S. Classic celebrado en Chicago, ganó la medalla de plata en la prueba de viga de equilibrio y quedó quinta en la prueba de salto.
En agosto participó en el Campeonato Nacional donde ganó la medalla de oro en el circuito individual júnior. Además también ganó tres de los eventos individuales: barras asimétricas, viga de equilibrio y suelo.

### 2012
Su primera competición del año fue el Trofeo City of Jesolo, en el que participaba por segunda vez. Ohashi ganó la medalla de oro por equipos y se clasificó primera en las finales de barra de equilibrio y barras asimétricas.
También formó parte del equipo júnior que representó a Estados Unidos en el Campeonato Pacific Rim. Allí se proclamó campeona en la final por equipos, y en las finales individuales de viga de equilibrio, barras asimétricas y suelo, además de la final del circuito completo individual.
En el Campeonato Nacional júnior celebrado en San Luis, se clasificó primera en barras asimétricas y segunda en barra de equilibrio y suelo. Más tarde ganó la medalla de oro en barras asimétricas en el US Classic celebrado en Chicago.

## Carrera sénior
En marzo de 2013 compitió en la American Cup, primera competición de élite en la que participaba, donde ganó la medalla de oro en el circuito individual por delante de su entonces compañera de equipo Simone Biles. Sin embargo, en abril de ese mismo año se sometió a una cirugía de hombro que la mantuvo apartada de las competiciones el resto de año. A finales del año 2014 sufrió una lesión en la espalda que la obligó a volver a pasar por el quirófano.
En 2015, una vez recuperada de su lesión, Ohashi decidió abandonar la competición de élite para volver a competir en el nivel 10 (nivel anterior al que se compite antes de ser gimnasta de élite). El primer encuentro en el que participó fue en el Texas Prime Meet donde solamente realizó los ejercicios de salto, viga de equilibrio y suelo.
Más tarde compitió en la Pikes Peak Cup celebrada en Colorado Springs, donde se clasificó decimoséptima en el circuito individual y segunda en la prueba de salto. En febrero participó en el WOGA Classic y en el Gymnastics Legends Invitational.

## Carrera universitaria

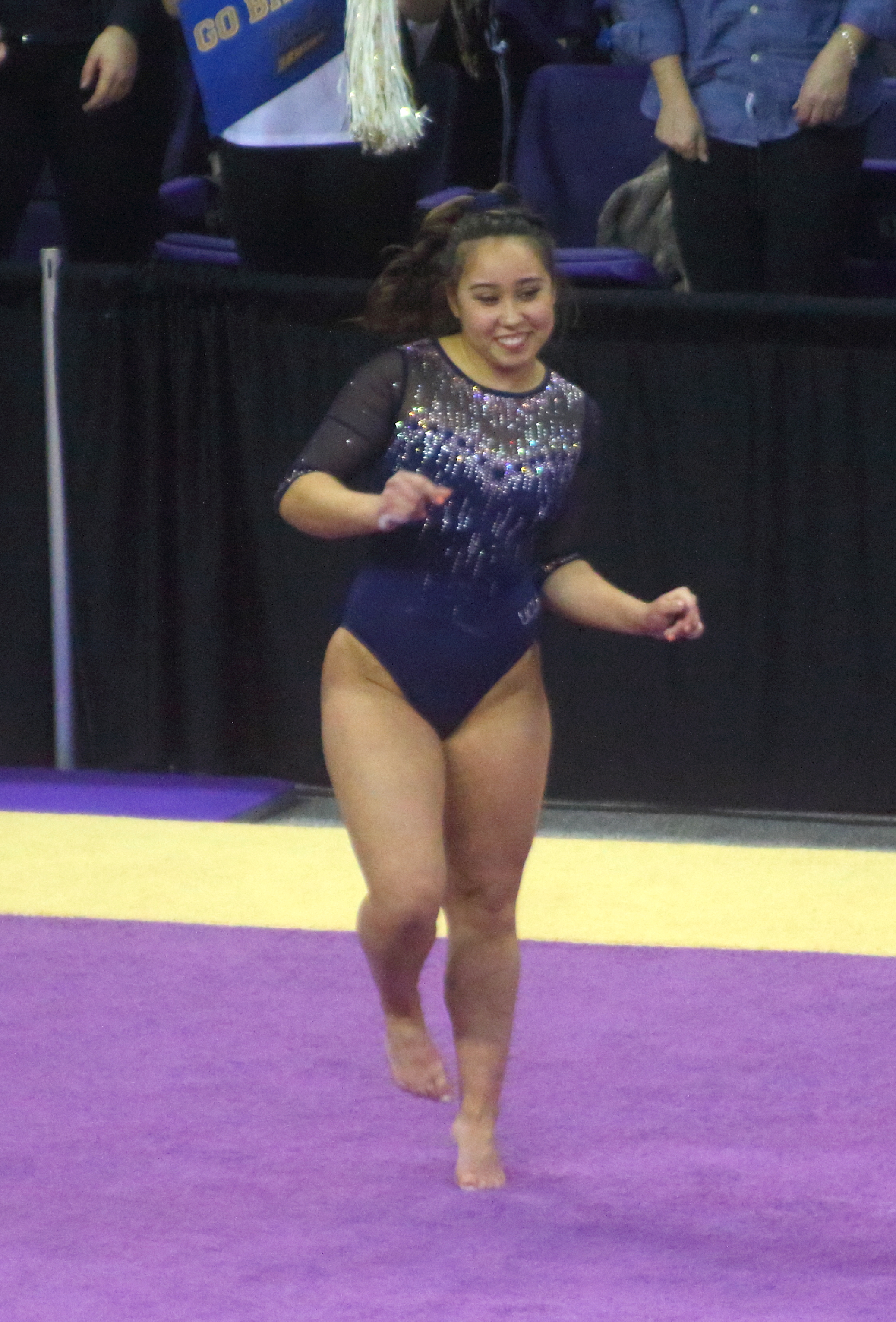
Ohashi durante su ejercicio de suelo en 2016.

En otoño de 2015, Ohashi se unió al equipo de gimnasia artística femenina de la Universidad de California en Los Ángeles.
Hizo su debut como gimnasta universitaria el 10 de enero de 2016, en el encuentro entre UCLA Bruins y Alabama Crimson Tide. Ohashi participó en los cuatro eventos, obteniendo una puntuación combinada de 38,625. El 23 de enero de 2016, durante una competición contra la Universidad de Arizona, Ohashi tuvo una caída en la salida de su ejercicio de barra de equilibrio que le provocó una fractura en el esternón que la mantuvo apartada de la competición el resto de la temporada.
Después de su lesión, Ohashi reapareció en el primer encuentro de la temporada 2017 contra la Universidad de Arkansas. Solamente participó en el ejercicio de barra de equilibrio, donde consiguió una puntuación de 9,625. El 5 de marzo de 2017, en una competición contra la Universidad de California (por favor, aclarar, la UCLA es parte de la Universidad de California, si fue contra otra sede que se especifique cual), Ohashi consiguió el primer diez de su carrera universitaria con un ejercicio en la barra de equilibrio. Una semana después, contra la Universidad de Carolina del Norte, Ohashi repitió la puntuación perfecta en el mismo aparato, convirtiéndose en la primera gimnasta de la historia del equipo de UCLA en alcanzar dicha hazaña. Ohashi terminó su segunda temporada como gimnasta universitaria clasificándose primera en barra de equilibrio durante la temporada regular.
Empezó su tercera temporada en UCLA Bruins debutando en el encuentro contra la Universidad de Ohio State, donde solamente compitió en los aparatos de asimétricas y suelo. En el tercer encuentro de la temporada, hizo su primera aparición en el all-around, donde consiguió una puntuación combinada de 39,450. El 4 de febrero consiguió su primer 10 de la temporada en el ejercicio de suelo, durante el encuentro contra Oklahoma Sooners. Repitió la gesta hasta en dos ocasiones más, en los encuentros contra Oregon State y San Jose State. El 21 de abril se coronó campeona en la final a seis de la NCAA junto a sus compañeras de equipo. En el plano individual, se proclamó campeona nacional en suelo.
El 4 de enero de 2019 empezó su cuarta temporada como gimnasta universitaria en el encuentro contra el equipo de la Universidad de Nebraska celebrado en el Pauley Pavilion, donde ganó la prueba de suelo, empatada con sus compañeras Kyla Ross y Gracie Kramer. Ohashi se hizo muy popular en todo el mundo al completar un ejercicio perfecto con una puntuación de 10, la máxima nota posible otorgada por el jurado, en la prueba de suelo del Collegiate Challenge, celebrado en Anaheim, California, Estados Unidos el 12 de enero de 2019. Ohashi terminó su carrera universitaria clasificándose en tercera posición en la competición por equipos.
En 2019 fue nominada al premio NCAA Woman of the Year. También ese año ganó dos premios ESPY: el de Mejor momento viral y el de Mejor actuación.

### Resultados
| Resultados 2016 | Resultados 2016                      | Resultados 2016 | Resultados 2016 | Resultados 2016 | Resultados 2016 | Resultados 2016 | Resultados 2016 | Resultados 2016 |
| Fecha           | Rival                                | Salto           | Asimétricas     | Barra           | Suelo           | All-arround     | Equipo          | Notas           |
| --------------- | ------------------------------------ | --------------- | --------------- | --------------- | --------------- | --------------- | --------------- | --------------- |
| 10/01/2016      | Alabama Crimson Tide                 | 9,700           | 9,275           | 9,800           | 9,850           | 38,625          | 196,550         | Debut.          |
| 15/01/2016      | Florida                              | ---             | 9,900           | 9,800           | 9,825           | ---             | 196,925         | [ 37 ]          |
| 23/01/2016      | Arizona Wildcats                     | 9,775           | 9,925           | 9,825           | 9,850           | 39,375          | 196,800         | [ 19 ] [ 20 ]   |
| 1/02/2016       | California Golden Bears              | ---             | ---             | ---             | ---             | ---             | 195,175         | [ 38 ]          |
| 6/02/2016       | Utah                                 | ---             | ---             | ---             | ---             | ---             | 197,100         | [ 39 ]          |
| 13/02/2016      | Oregon State                         | ---             | ---             | ---             | ---             | ---             | 197,475         | [ 40 ]          |
| 21/02/2016      | Washington Huskies                   | ---             | ---             | ---             | ---             | ---             | 196,675         | [ 41 ]          |
| 27/02/2016      | Arizona State                        | ---             | ---             | ---             | ---             | ---             | 196,625         | [ 42 ]          |
| 06/03/2016      | Georgia Bulldogs y Stanford Cardinal | ---             | ---             | ---             | ---             | ---             | 196,825         | [ 43 ]          |
| 13/03/2016      | Oklahoma Sooners                     | ---             | ---             | ---             | ---             | ---             | 197,200         | [ 44 ]          |
| 19/03/2016      | Campeonato Pac-12                    | ---             | ---             | ---             | ---             | ---             | 197,250         | [ 45 ]          |
| 2/04/2016       | Regionales NCAA                      | ---             | ---             | ---             | ---             | ---             | 196,375         | [ 46 ]          |
| 15/04/2016      | Semifinales NCAA                     | ---             | ---             | ---             | ---             | ---             | 196,700         | [ 47 ]          |
| 16/04/2016      | Final NCAA                           | ---             | ---             | ---             | ---             | ---             | 196,825         | [ 48 ]          |

| Resultados 2017 | Resultados 2017         | Resultados 2017 | Resultados 2017 | Resultados 2017 | Resultados 2017 | Resultados 2017 | Resultados 2017 | Resultados 2017                        |
| Fecha           | Rival                   | Salto           | Asimétricas     | Barra           | Suelo           | All-arround     | Equipo          | Notas                                  |
| --------------- | ----------------------- | --------------- | --------------- | --------------- | --------------- | --------------- | --------------- | -------------------------------------- |
| 7/01/2017       | Arkansas Razorbacks     | ---             | ---             | 9,625           | ---             | ---             | 195,700         | Debut.                                 |
| 15/01/2017      | Oklahoma Sooners        | ---             | ---             | 9,925           | ---             | ---             | 196,825         | [ 49 ]                                 |
| 28/01/2017      | Oregon State            | ---             | ---             | 9,875           | ---             | ---             | 197,325         | [ 50 ]                                 |
| 4/02/2017       | Arizona State           | ---             | ---             | 9,250           | 9,875           | ---             | 197,150         | [ 51 ]                                 |
| 11/02/2017      | Stanford                | ---             | ---             | 9,975           | 9,875           | ---             | 198,125         | [ 52 ]                                 |
| 18/02/2017      | Utah                    | ---             | ---             | 9,950           | 9,850           | ---             | 197,500         | [ 53 ]                                 |
| 20/02/2017      | Utah State y Bridgeport | ---             | ---             | 9,950           | 9,900           | ---             | 195,875         | [ 54 ]                                 |
| 25/02/2017      | Arizona Wildcats        | ---             | ---             | 9,900           | 9,875           | ---             | 197,725         | [ 55 ]                                 |
| 05/03/2017      | California Golden Bears | ---             | ---             | 10,00           | 9,925           | ---             | 197,525         | Primer 10.                             |
| 12/03/2017      | North Carolina State    | ---             | ---             | 10,00           | 9,925           | ---             | 197,800         | Segundo 10.                            |
| 18/03/2017      | Campeonato Pac-12       | ---             | ---             | 9,950           | 9,850           | ---             | 197,100         | Equipo clasificado en 3ª posición.     |
| 01/04/2017      | Regionales NCAA         | ---             | ---             | 9,200           | 9,850           | ---             | 196,800         | Equipo clasificado en 1ª posición.     |
| 14/04/2017      | Semifinales NCAA        | ---             | ---             | 9,9125          | 9,8750          | ---             | 197,5000        | Equipo clasificado en 2ª posición.     |
| 15/04/2017      | Final NCAA              | ---             | ---             | 9,9500          | 9,7750          | ---             | 197,2625        | Equipo clasificado en cuarta posición. |

| Resultados 2018 | Resultados 2018                        | Resultados 2018 | Resultados 2018 | Resultados 2018 | Resultados 2018 | Resultados 2018 | Resultados 2018 | Resultados 2018                    |
| Fecha           | Rival                                  | Salto           | Asimétricas     | Barra           | Suelo           | All-arround     | Equipo          | Notas                              |
| --------------- | -------------------------------------- | --------------- | --------------- | --------------- | --------------- | --------------- | --------------- | ---------------------------------- |
| 6/01/2018       | Ohio State                             | ---             | 9,775           | ---             | 9,875           | ---             | 196,250         | Debut.                             |
| 14/01/2018      | Stanford, Utah y Washington            | ---             | 9,175           | 9,800           | 9,825           | ---             | 197.200         | [ 63 ]                             |
| 20/01/2018      | Arizona Wildcats                       | 9,875           | 9,900           | 9,950           | 9,725           | 39,450          | 197,300         | [ 25 ]                             |
| 27/01/2018      | LSU, North Carolina State y Washington | 9,875           | 9,550           | 9,875           | 9,925           | 39,225          | 197,625         | [ 64 ]                             |
| 4/02/2018       | Oklahoma Sooners                       | 9,775           | 9,075           | 9,925           | 10.00           | 38,775          | 197,950         | Primer 10.                         |
| 10/02/2018      | California Golden Bears                | ---             | 9,850           | 9,950           | ---             | ---             | 197,750         | [ 65 ]                             |
| 18/02/2018      | Utah                                   | ---             | 9,900           | 9,925           | 9,975           | ---             | 197,425         | [ 66 ]                             |
| 25/02/2018      | Oregon State                           | 9,800           | 9,800           | 9,975           | 10.00           | 39,575          | 198,075         | Segundo 10.                        |
| 4/03/2018       | Iowa State, Kent State y Nebraska      | ---             | 9,850           | 9,900           | 9,950           | ---             | 197,500         | Masters Classic.                   |
| 11/03/2018      | Stanford                               | ---             | 9,875           | 9,975           | 9,950           | ---             | 197,800         | [ 68 ]                             |
| 13/03/2018      | San Jose State                         | ---             | 9,950           | 9,850           | 10.00           | ---             | 198,275         | Tercer 10.                         |
| 24/03/2018      | Campeonato Pac-12                      | ---             | 9,650           | 9,900           | 9,950           | ---             | 197,500         | Equipo clasificado en 1ª posición. |
| 7/04/2018       | Regionales NCAA                        | ---             | ---             | 9,900           | 9,925           | ---             | 197,650         | Equipo clasificado en 1ª posición. |
| 20/04/2018      | Semifinal NCAA                         | ---             | ---             | 9,9250          | 9,9625          | ---             | 197,5625        | Equipo clasificado en 1ª posición. |
| 21/04/2018      | Final NCAA                             | ---             | ---             | 9,9500          | 9,9500          | ---             | 198,075         | Equipo clasificado en 1ª posición. |

| Resultados 2019 | Resultados 2019                       | Resultados 2019 | Resultados 2019 | Resultados 2019 | Resultados 2019 | Resultados 2019 | Resultados 2019 | Resultados 2019                    |
| Fecha           | Rival                                 | Salto           | Asimétricas     | Barra           | Suelo           | All-arround     | Equipo          | Notas                              |
| --------------- | ------------------------------------- | --------------- | --------------- | --------------- | --------------- | --------------- | --------------- | ---------------------------------- |
| 4/01/2019       | Nebraska                              | ---             | ---             | 9,900           | 9,950           | ---             | 197,250         | Debut.                             |
| 12/01/2019      | California, Michigan State y UC Davis | ---             | ---             | 9,975           | 10,00           | ---             | 197,700         | Primer 10.                         |
| 21/01/2019      | Arizona State                         | ---             | ---             | ---             | 9,950           | ---             | 197,775         | [ 73 ]                             |
| 27/01/2019      | Stanford                              | ---             | ---             | 9,975           | 9,975           | ---             | 197,225         | [ 74 ]                             |
| 2/02/2019       | Oregon State                          | ---             | ---             | 9,950           | ---             | ---             | 197,900         | [ 75 ]                             |
| 10/02/2019      | Washington                            | ---             | ---             | 9,975           | 10,00           | ---             | 197,600         | [ 76 ]                             |
| 16/02/2019      | Arizona                               | 9,775           | ---             | 9,800           | 10,00           | ---             | 198,025         | [ 77 ]                             |
| 23/02/2019      | Utah                                  | 9,800           | ---             | 9,925           | 9,925           | ---             | 198,025         | [ 78 ]                             |
| 3/03/2019       | Oklahoma Sooners                      | ---             | ---             | 9,950           | 10,00           | ---             | 197,575         | [ 79 ]                             |
| 10/03/2019      | Stanford                              | ---             | ---             | 9,975           | 9,950           | ---             | 198,325         | [ 80 ]                             |
| 16/03/2019      | Utah State                            | ---             | ---             | 9,825           | 10,00           | ---             | 197,575         | [ 81 ]                             |
| 23/03/2019      | Campeonato Pac-12                     | ---             | ---             | 9,950           | 10,00           | ---             | 198,400         | Equipo clasificado en 1ª posición. |
| 5/04/2019       | Regionales NCAA - Semifinal           | ---             | ---             | ---             | ---             | ---             | 197,675         | [ 83 ]                             |
| 6/04/2019       | Regionales NCAA                       | ---             | ---             | 9,925           | 9,950           | ---             | 198,075         | [ 84 ]                             |
| 19/04/2019      | Semifinal NCAA                        | ---             | ---             | 9,9250          | 9,9250          | ---             | 197,6750        | [ 85 ]                             |
| 20/04/2019      | Final NCAA                            | ---             | ---             | 9,8000          | 9,9500          | ---             | 197,5375        | Equipo clasificado en 3ª posición. |

## Medallero
| Año  | Competición                                    | Equipo | AA     | VT  | UB    | BB     | FX    |
| ---- | ---------------------------------------------- | ------ | ------ | --- | ----- | ------ | ----- |
| 2009 | Junior Olympic Level 10 National Championships |        | 4      | 7   | Plata |        | Oro   |
| 2009 | Campeonato Nacional Junior                     |        | 10     |     |       | 6      | Plata |
| 2009 | U.S. Classic                                   |        | 9      |     |       | 5      | 4     |
| 2010 | Campeonato Nacional Junior                     |        | Bronce | 7   | Oro   | 5      | 4     |
| 2010 | U.S. Classic                                   |        | Plata  | 8   | Plata |        |       |
| 2010 | Bumbo Cup                                      |        | Oro    | Oro | Plata | Plata  | Oro   |
| 2011 | Trofeo City of Jesolo                          | Oro    | Bronce | 5   | Plata | 4      | Oro   |
| 2011 | U.S. Classic                                   |        |        | 5   |       | Plata  |       |
| 2011 | Campeonato Nacional Junior                     |        | Oro    |     | Oro   | Oro    | Oro   |
| 2012 | Trofeo City of Jesolo                          | Oro    |        |     | Oro   | Oro    |       |
| 2012 | U.S. Classic                                   |        |        |     | Oro   | 8      |       |
| 2012 | Campeonato Pacific Rim                         | Oro    | Oro    |     | Oro   | Oro    | Oro   |
| 2012 | Campeonato Nacional Junior                     |        | 5      |     | Oro   | Plata  | Plata |
| 2013 | American Cup                                   |        | Oro    |     |       |        |       |
| 2016 | NCAA                                           | 5      |        |     |       |        |       |
| 2017 | NCAA                                           | 4      |        |     |       | 8      |       |
| 2018 | NCAA                                           | Oro    |        |     |       | 4      | Oro   |
| 2019 | NCAA                                           | Bronce |        |     |       | Bronce | 7     |

Notas: AA=Circuito completo individual. VT=Salto. UB=Barras asimétricas. BB=Barra de equilibrio. FX=Suelo.